# St. Clemens (Bergisch Gladbach)

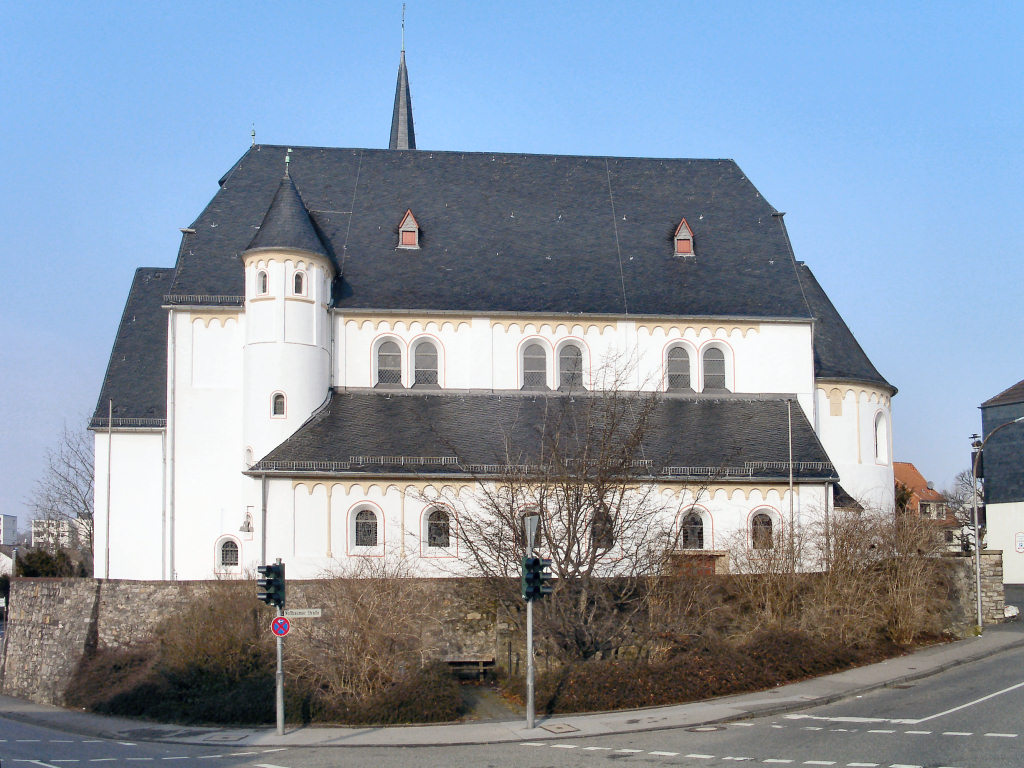
Kirche St. Clemens, Südansicht (2006)

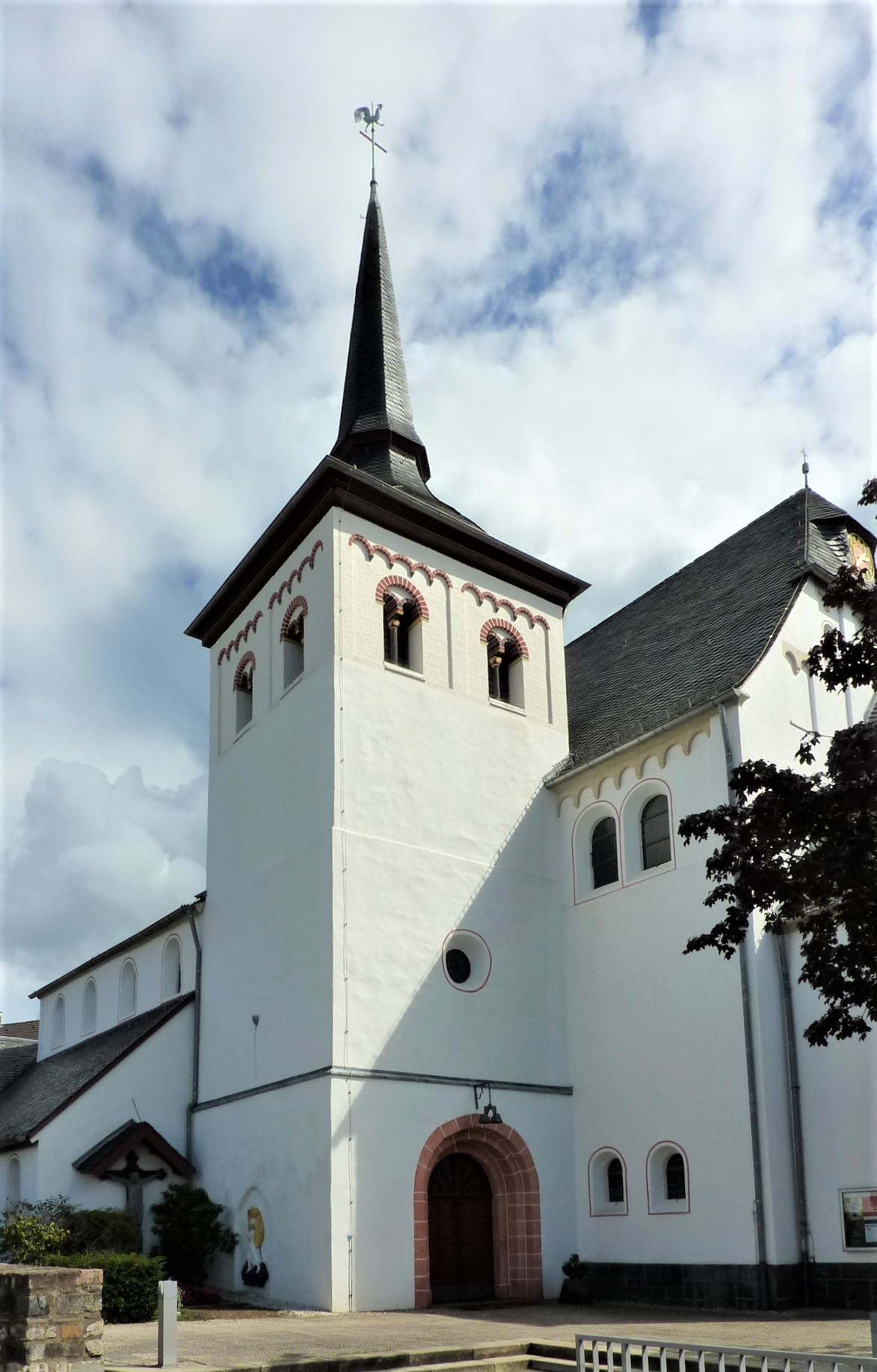
Der romanische Turm der alten Clemenskirche

St. Clemens ist die Pfarrkirche der römisch-katholischen Kirchengemeinde Bergisch Gladbach-Paffrath. Sie steht unter dem Patrozinium des heiligen Clemens. Die Kirchengemeinde in Paffrath gehört gemeinsam mit den Pfarreien Herz Jesu in Schildgen und St. Konrad in Hand zur Pfarreiengemeinschaft Bergisch Gladbach-West im Kreisdekanat Rheinisch-Bergischer Kreis (Erzbistum Köln).
Die Kirche steht auf dem Eckgrundstück Kempener Straße / Nußbaumer Straße und ist mit der laufenden Nummer 26 in der Liste der Baudenkmäler in Bergisch Gladbach eingetragen.

## Geschichte

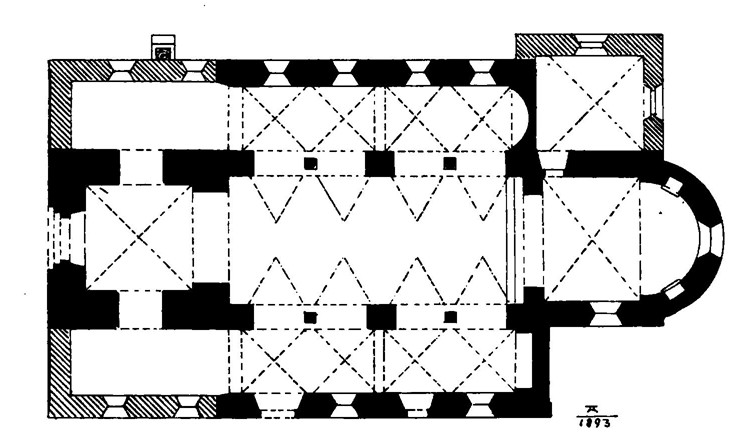
Grundriss der romanischen Kirche 1893

Die St.-Clemens-Kirche in Paffrath wurde erstmals 1160 urkundlich als Besitz des Kölner Domstifts erwähnt. Die Kirche wurde im Zuge des Aufbaus einer Grundherrschaft Mitte des 12. Jahrhunderts als Eigenkirche des Domstifts in Paffrath errichtet. Das so genannte Rote Messbuch zu Paffrath des Pfarrers Conrad Voeghe, das in der Kirche aufbewahrt wird, gibt seit dem 15. Jahrhundert Zeugnis über die Pfarre Paffrath. Erst in der Franzosenzeit mit der Säkularisation aller Stifte kam die Kirche 1803 in den Besitz des Herzogtums Berg und seiner Nachfolger. Da die Kirche um 1900 viel zu klein geworden war, beauftragte der amtierende Pfarrer Joseph Römer den Kölner Architekten Eduard Endler mit einer umfangreichen Erweiterung. Dieser ließ das rechte Seitenschiff der alten Kirche abbrechen und setzte an dieser Stelle den großen neoromanischen Erweiterungsbau an das alte romanische Gotteshaus.
Die Grundsteinlegung für den Anbau auf der Südseite der ursprünglichen Paffrather Pfarrkirche fand am 20. Juli 1908 statt.

## Das Bauwerk

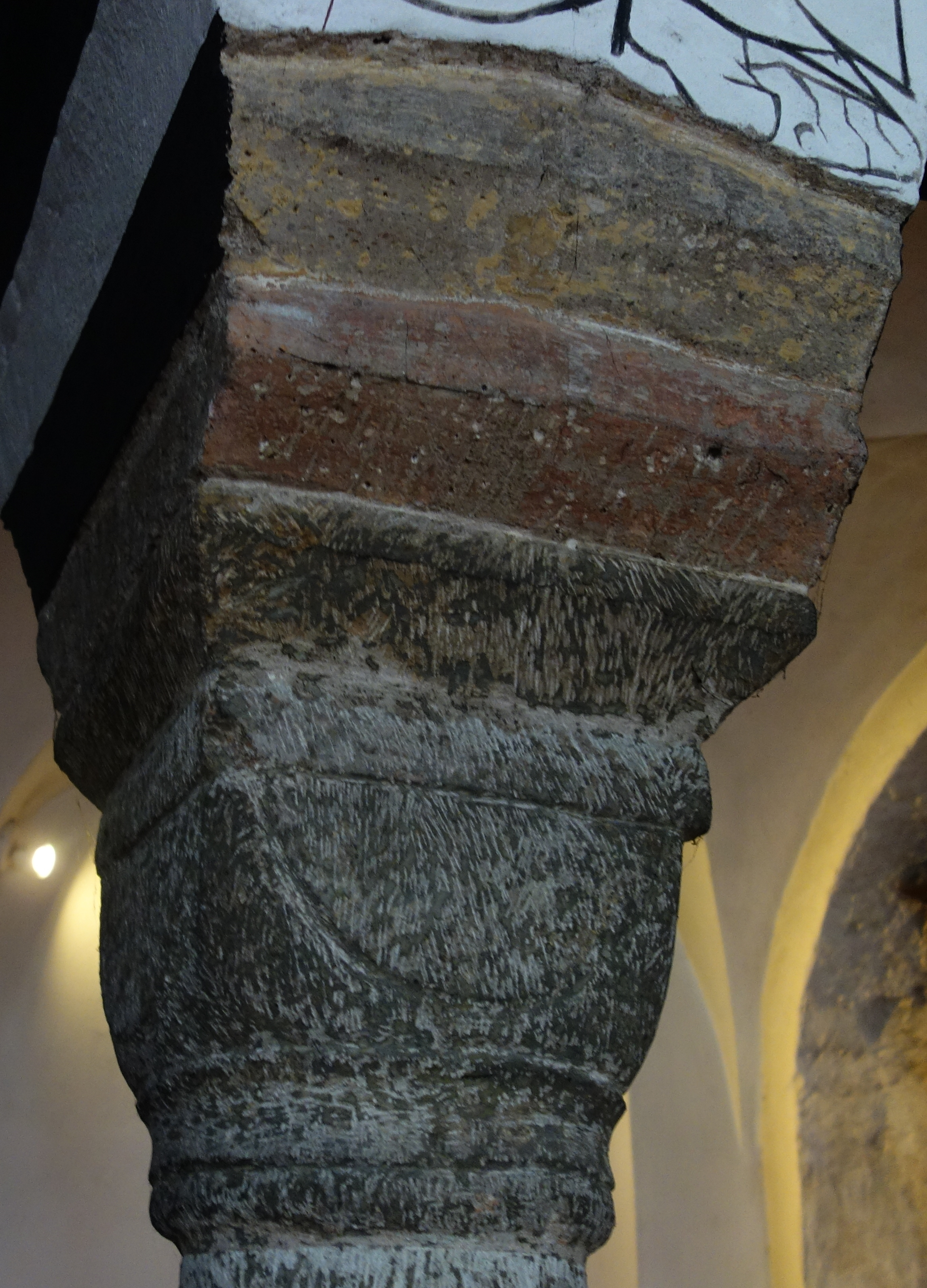
Würfelkapitell im alten Hauptschiff

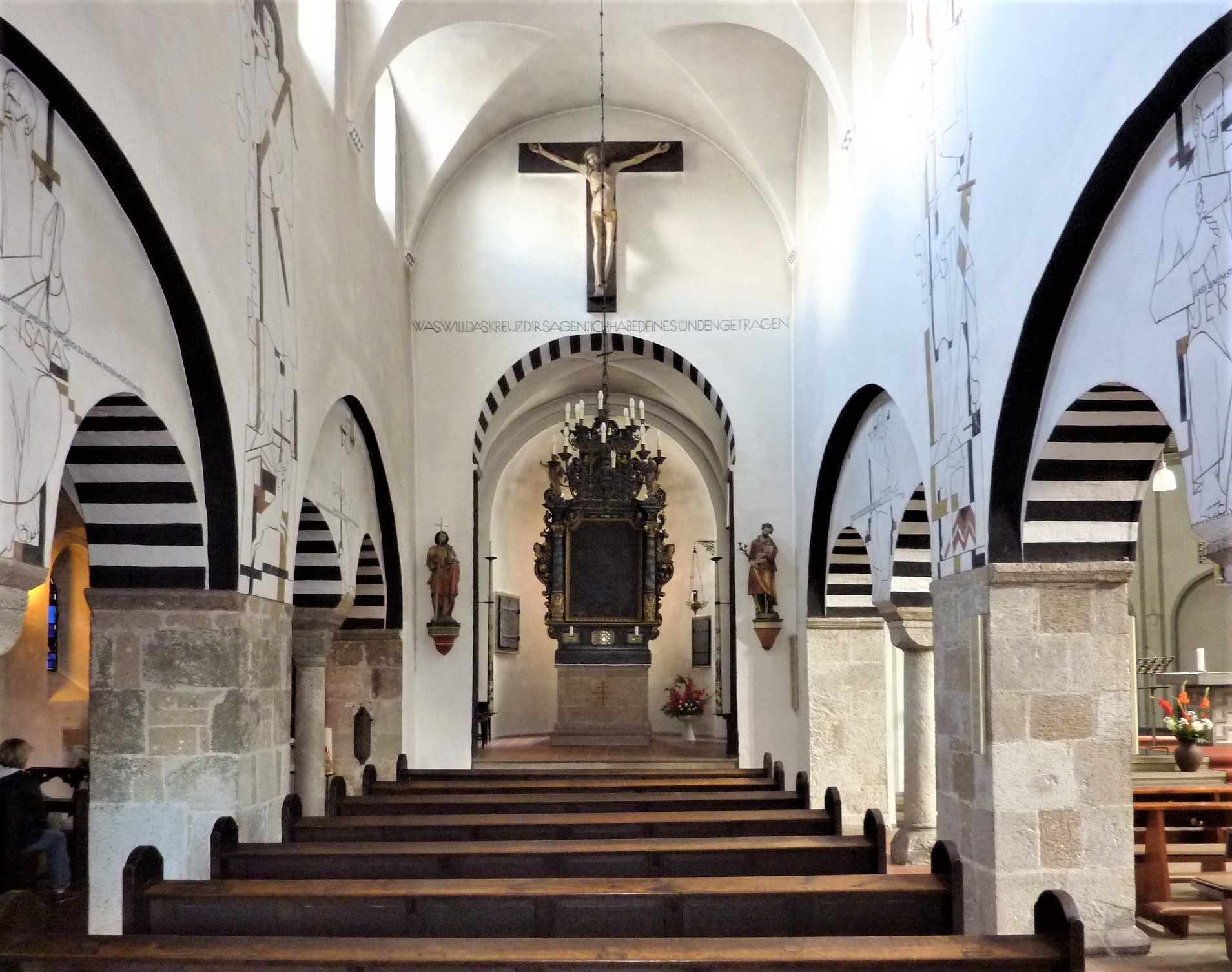
Hauptschiff und Chor der alten Kirche

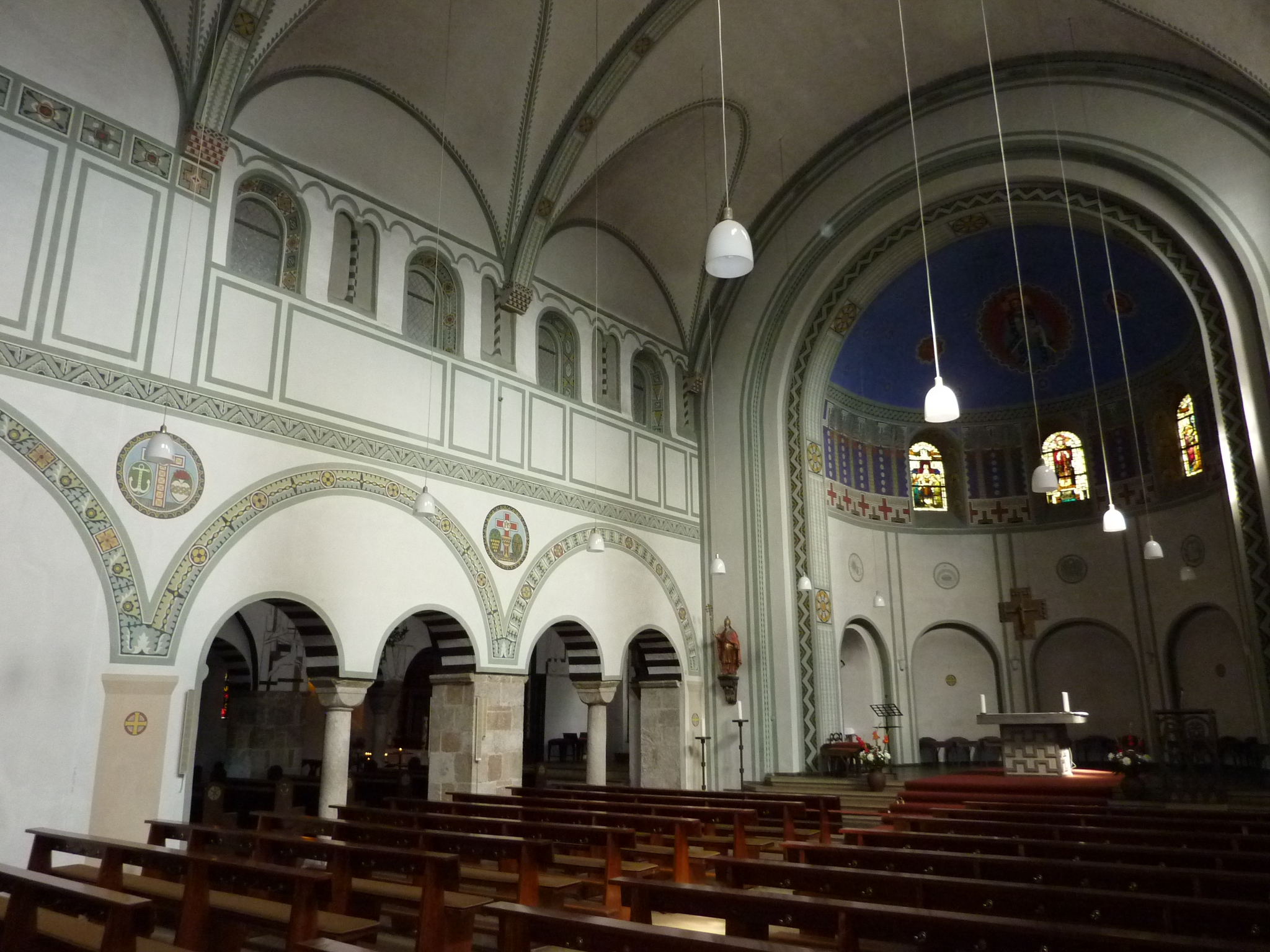
Hauptschiff und Chor des großen neoromanischen Erweiterungsbaus aus seitlicher Sicht. Durch die vier kleinen Rundbögen (linke untere Bildhälfte) hindurch blickt man in das alte romanische Gotteshaus.

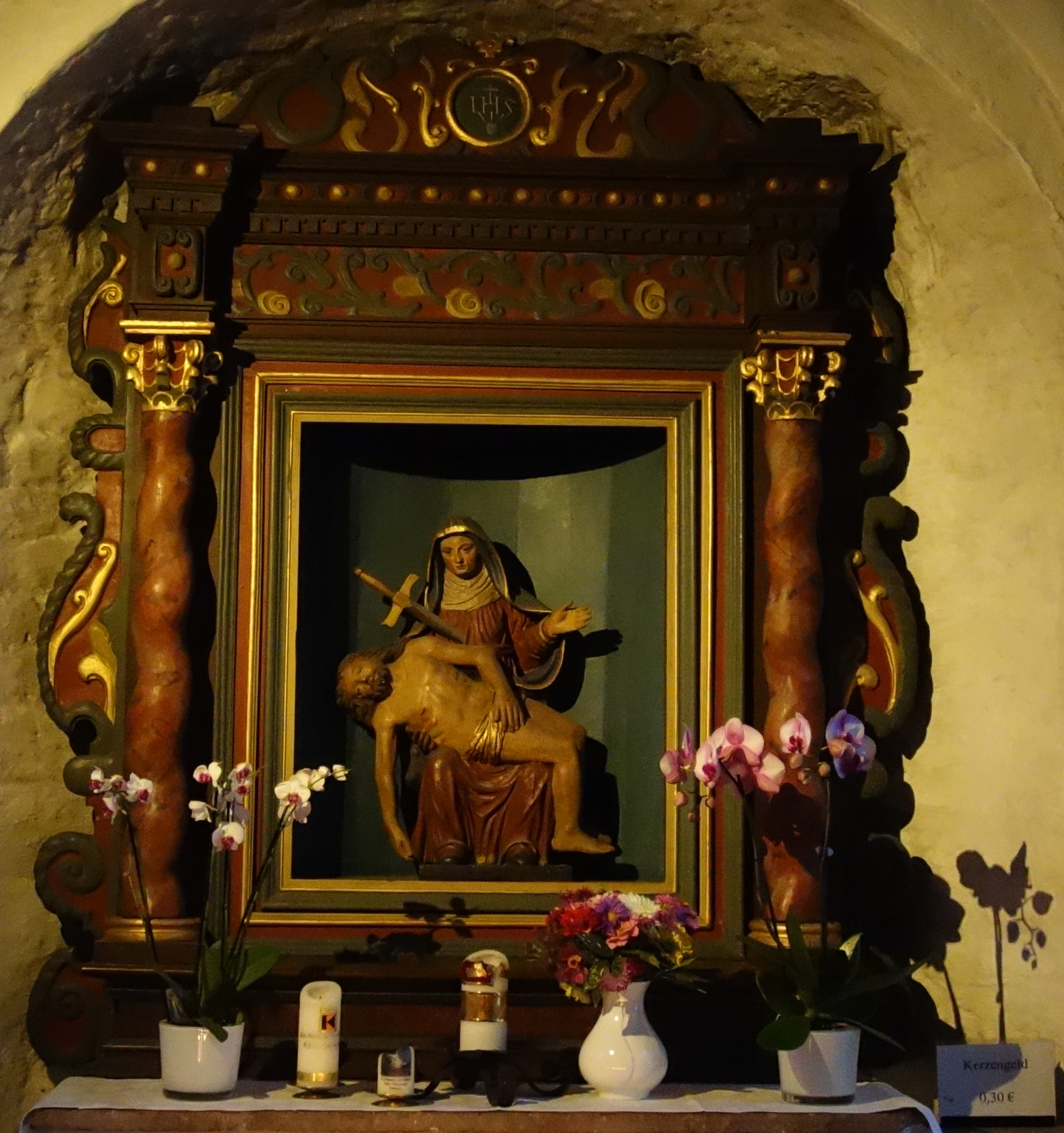
Vesperbild
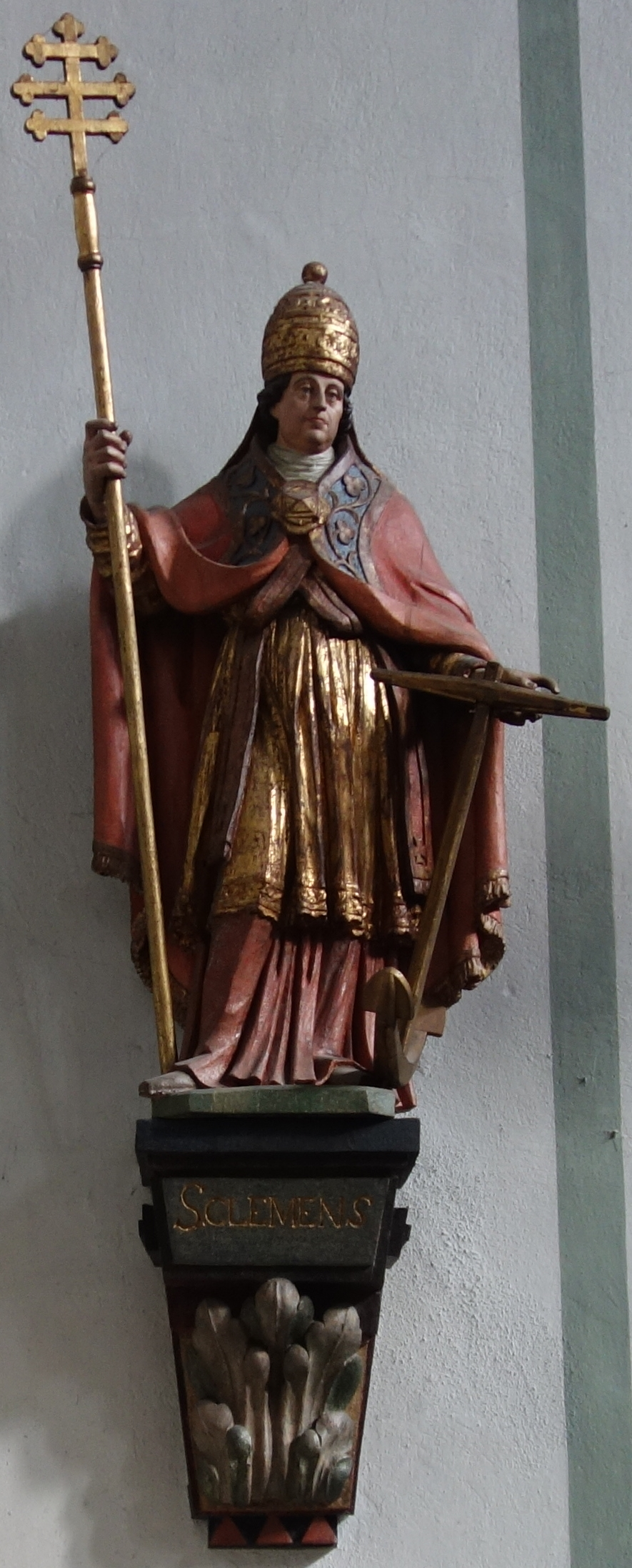
Statue St. Clemens

Die auf einem ummauerten, aufgelassenen Friedhof erhöht stehende Kirche ist im Kern eine ursprünglich dreischiffige Bruchstein-Basilika von zwei Jochen mit Chorgeviert und einer Halbkreis-Apsis. Der Westturm aus der Mitte des zwölften Jahrhunderts ist vorgesetzt, die Decke war ursprünglich flach eingezogen. Anstelle des südlichen Seitenschiffs steht ein maßstäblich größerer neuromanischer Bau mit einem Hauptschiff. Das südliche Seitenschiff und die dreiteilige Westvorhalle wurden von 1908 bis 1913 nach Plänen von Eduard Endler in angepassten Formen angebaut. Der Neubau und das Hauptschiff des Altbaus wurden unter ein gemeinsames hohes Walmdach gebracht. Der Außenbau wurde einheitlich verputzt. Hierbei wurde der angrenzende Kirchhof in großen Teilen durch das neue Längsschiff überbaut. Bei einer durchgreifenden Restaurierung wurde 1984 das Langhaus umfassend renoviert. Der Turm ist in den drei Untergeschossen ungegliedert, das Glockengeschoss mit Lisenengliederung und gekuppelten Schallöffnungen wurde von 1978 bis 1980 völlig erneuert. Der stark eingezogene Helm unter steiler Spitze stammt wohl aus dem 17. Jahrhundert. Am romanischen Langhaus war ursprünglich die Südseite als Schaufront gestaltet. Der Obergaden war durch Rundbogenfenster und Zwillingsblenden unter Rundbogenfries gegliedert. Im alten Hauptschiff wechseln kräftige quadratische Pfeiler und schlanke Säulen mit Würfelkapitell. Die niedrigen Scheidbögen werden paarweise von Blendbögen überfangen. Das Tonnengewölbe mit Stichkappen wurde 1653 eingezogen. Im Seitenschiff und im Chorhaus wurden im 16. Jahrhundert Kreuzgratgewölbe eingezogen. Anton Wendling malte 1928 den Altbau dekorativ mit Engeln, Propheten und Heiligen aus. Nach dessen Entwurf wurden auch die Glasgemälde im nördlichen Seitenschiff mit Heiligenstandfiguren angefertigt. Die bauzeitliche Ausmalung des Neubaus, die zwischenzeitlich bei einer Innenrenovierung in den Jahren 1956 bis 1959 weiß übertüncht war, wurde in Anlehnung an einen Befund von 1985 durch H. Dieckmann wiederhergestellt. Dekorative Rankenmalerei schmückt das Schiff, die Apsis ist im byzantinischen Stil ausgemalt in der Kalotte ist ein Majestas Domini zu sehen.

## Ausstattung
In der Kirche stehen drei Barock-Altäre mit geschnitzten Aufsätzen. Der Hochaltar wurde um 1630 gebaut. Das auf Leinwand gemalte Altarbild aus der Zeit um 1800 zeigt die Sacra Conversazione. Der zweite ist ein Seitenaltar von 1651 mit einem Vesperbild aus Holz, das um 1700 entstanden ist, der dritte ein Seitenaltar von 1659, der auf dem dazugehörigen Altarblatt die Anbetung der Könige zeigt.
Der Schutzpatron der Kirche, der Hl. Clemens, ist als geschnitzte Standfigur aus dem 18. Jahrhundert in originaler Farbfassung zu sehen. Eine weitere geschnitzte Standfigur von 1490 in erneuerter Farbfassung stellt den Hl. Johannes Baptist dar. Ein Triumphkreuz aus Holz mit einem Korpus in originaler Farbfassung stammt aus der Mitte des 16. Jahrhunderts. Das Kreuz wurde später erneuert. Aus der zweiten Hälfte des zwölften Jahrhunderts stammt ein Vortragekreuz. Der Bronzeguss zeigt Reste einer alten Feuervergoldung. Das Kreuz stammt aus dem Rheinland, möglicherweise aus Köln. Des Weiteren findet sich ein Krückenkreuz mit für sich gegossenem Korpus, darüber ist die Hand Gottes. Auf der Rückseite sind das Lamm Gottes und die Evangelistensymbole eingraviert.
Außen an der Ostwand steht die Darstellung des Kalvarienbergs von 1774.

## Orgel
Die ehemalige Orgel von der Firma Stahlhuth stammte aus der Zeit der Kirchenerweiterung von 1910. Danach wurde sie mehrfach um- und ausgebaut. So wurde sie 1956 durch die Firma Johannes Klais in Bonn überarbeitet und ein elektrischer Spieltisch mit dem Baujahr 1948 aus dem Kölner Dom hinzugefügt. Ein weiterer Umbau, bei dem fast die gesamte historische Substanz der Orgel verloren ging, erfolgte 1978. Anfang des 21. Jahrhunderts war die Orgel nur noch ein Provisorium, das bereits an zahlreichen Stellen Beschädigungen oder behelfsmäßig reparierte Stellen aufwies. Sie hatte darüber hinaus erhebliche klangliche und technische Defizite. Das hat der Orgelsachverständige des Erzbistums Köln in einem ausführlichen Gutachten aufgezeigt, das der Kirchenvorstand der Gemeinde St. Clemens 2014 in Auftrag gegeben hatte.
Nach einer Planungsphase durch eine Projektgruppe wurde die Firma Orgelbau Scholz aus Mönchengladbach mit einem Neubau beauftragt. Die neue Orgel für die Paffrather Kirche umfasst 27 Register – verteilt auf Hauptwerk, Schwellwerk und Pedal. Auch Teile der alten Orgel wurden integriert. So wurde der Orgelprospekt der alten Stahlhutorgel an die Kirchenrückwand versetzt und vier Register des Vorgängerinstruments übernommen.
Das neue Instrument war nach ca. zwei Jahren Bauzeit 2019 fertig gestellt. Es steht mittig auf der Orgelempore.
| I Hauptwerk C–a3 |                     |        |     |
| 01.              | Bordun              | 16′    |     |
| 02.              | Principal           | 08′    |     |
| 03.              | Harmonieflöte       | 08′    |     |
| 04.              | Salicional          | 08′    | (a) |
| 05.              | Gedackt             | 08′    | (a) |
| 06.              | Octave              | 04′    |     |
| 07.              | Rohrflöte           | 04′    |     |
| 08.              | Quinte 0            | 02 ⁄3′ |     |
| 09.              | Superoctave         | 02′    |     |
| 10.              | Mixtur V            | 02′    |     |
| 11.              | Cornett III (ab g0) |        |     |
| 12.              | Trompete            | 08′    |     |
|                  | Tremulant           |        |     |

| II Schwellwerk C–a3 |                       |        |     |
| 13.                 | Rohrflöte             | 08′    | (a) |
| 14.                 | Gambe                 | 08′    |     |
| 15.                 | Vox coelestis (ab c0) | 04′    |     |
| 16.                 | Traversflöte          | 04′    |     |
| 17.                 | Violine               | 04′    |     |
| 18.                 | Piccolo               | 02′    |     |
| 19.                 | Quinte                | 02 ⁄3′ |     |
| 20.                 | Sesquialtera II       |        |     |
| 21.                 | Harmonietrompete      | 08′    |     |
| 22.                 | Fagott-Oboe           | 08′    |     |
|                     | Tremulant             |        |     |

| Pedal C–g1 |                           |     |     |
| 23.        | Principalbass             | 16′ | (a) |
| 24.        | Octavbass (Ext. Nr. 23)   | 08′ | (a) |
| 25.        | Subbass                   | 16′ |     |
| 26.        | Gedacktbass (Ext. Nr. 25) | 08′ |     |
| 27.        | Posaune                   | 16′ |     |
| 28.        | Posaune (Ext. Nr. 27)     | 08′ |     |

- Koppeln: II/I (auch als Suboktavkoppel), II/II (Suboktavkoppel), I/P, II/P (auch als Superoktavkoppel).
- Anmerkung

(a) = Register aus der Stahlhuth-Orgel von 1911

## Alter Friedhof
Die historischen Grabkreuze des Kirchhofs finden sich noch entlang der verbliebenen Wege um die Pfarrkirche. Auf der Innenseite der Kirchmauer sind Steinbilder (ca. 40 cm × 40 cm) aus verschiedenen Zeitaltern eingelassen. Die vorhandenen sieben Steinbilder zeigen Teile des Sieben-Stationen-Kreuzwegs als auch des traditionellen 14-Stationen-Kreuzwegs.

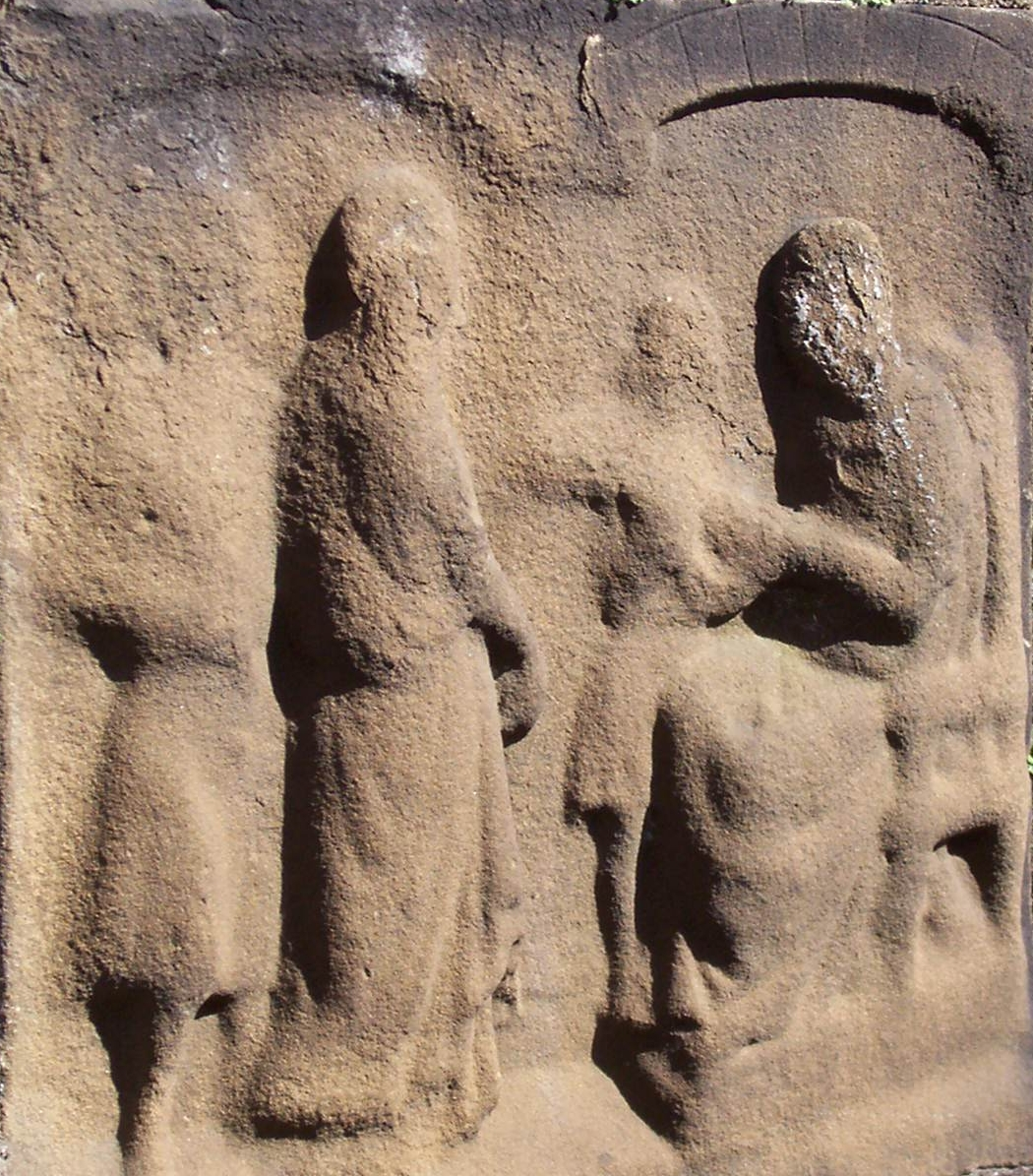
Verurteilung Jesu
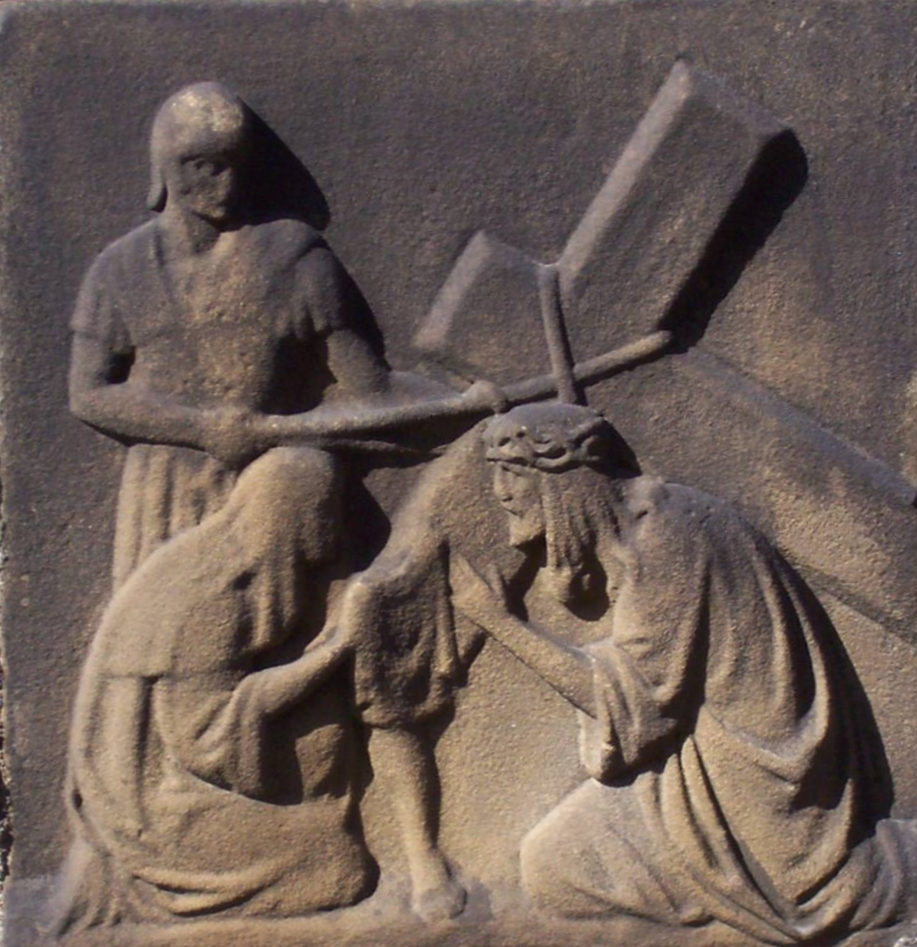
Veronika reicht Jesus das Schweißtuch
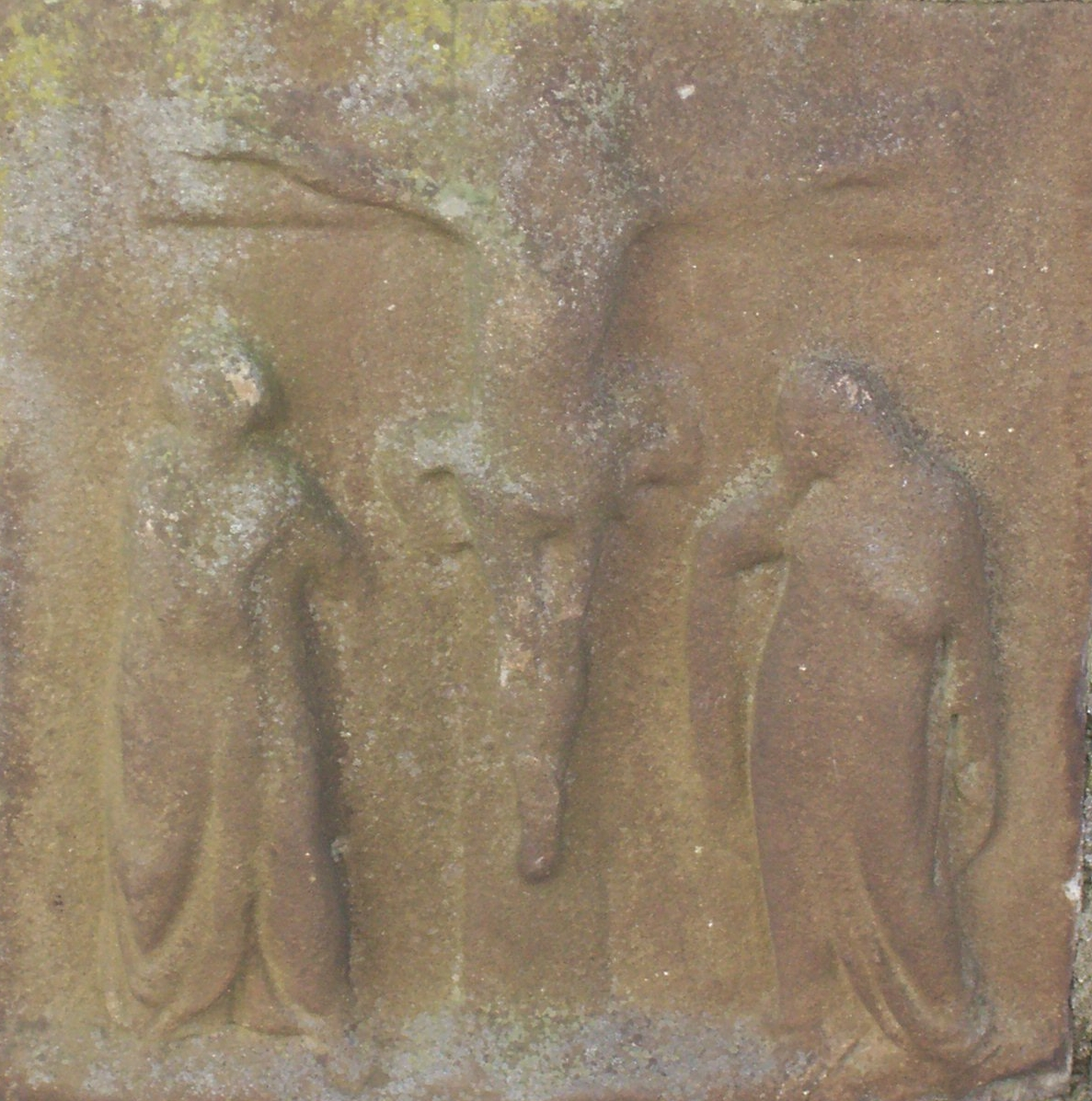
Jesus stirbt am Kreuz
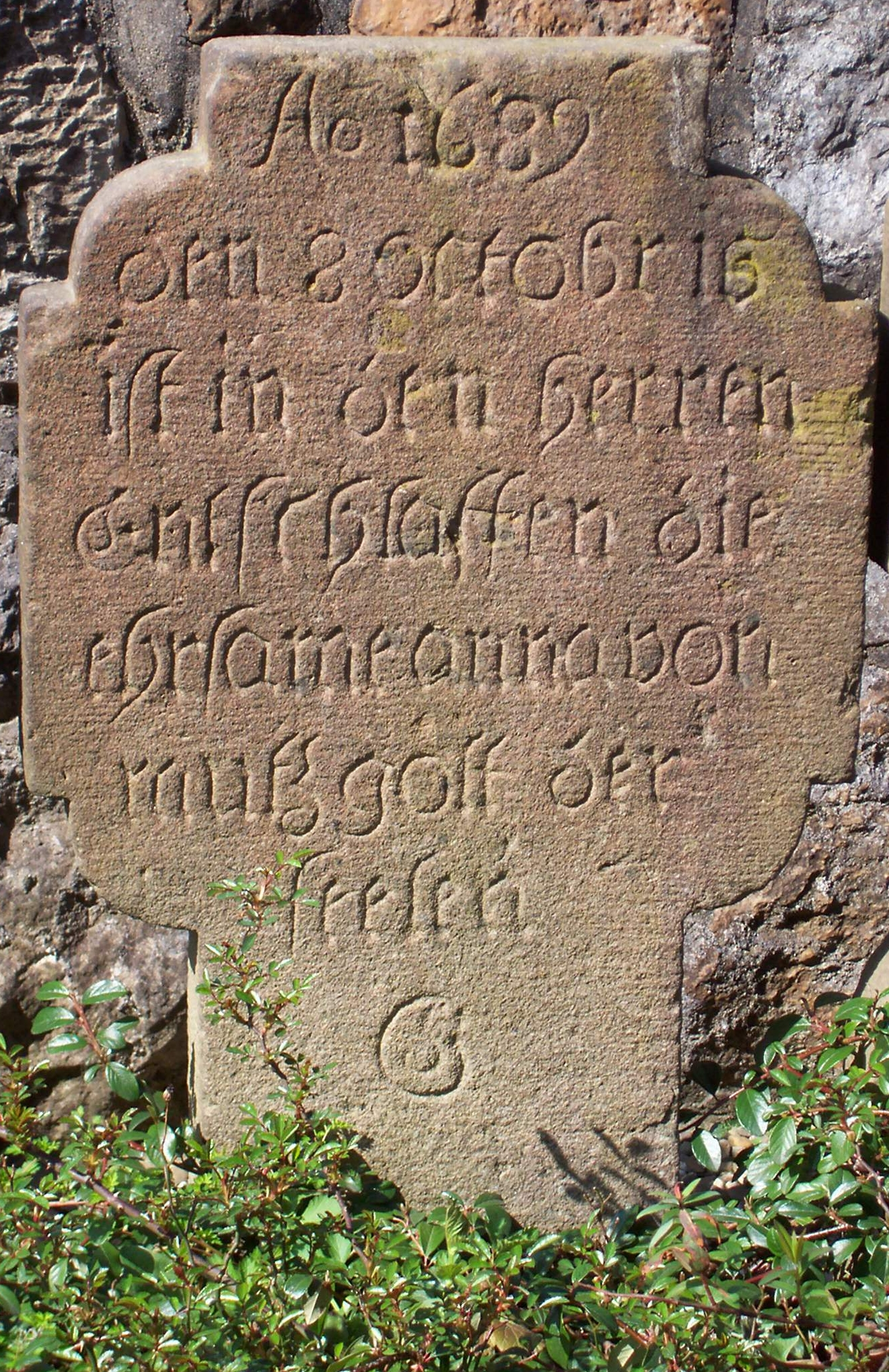
Historisches Grabkreuz
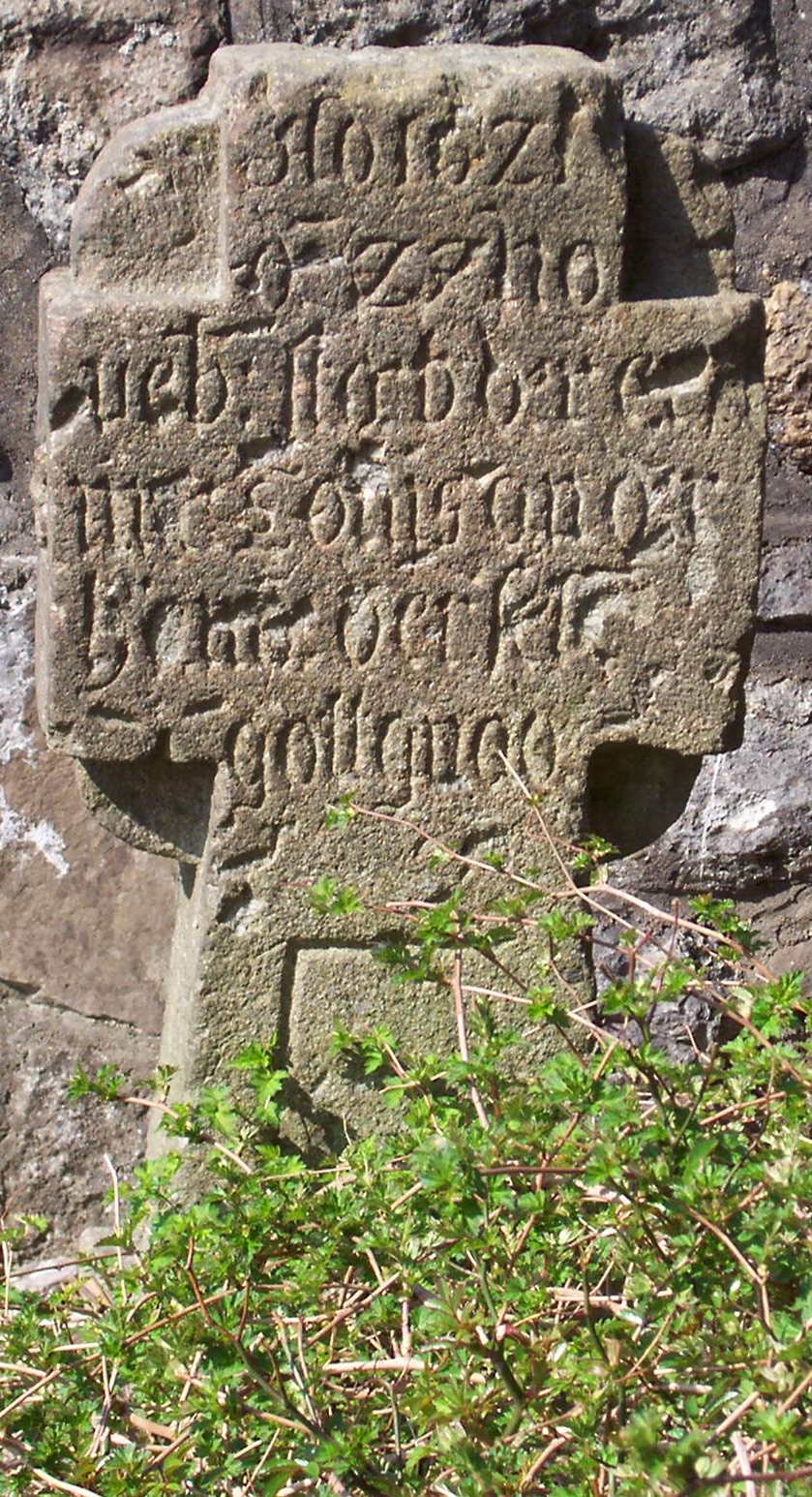
Historisches Grabkreuz
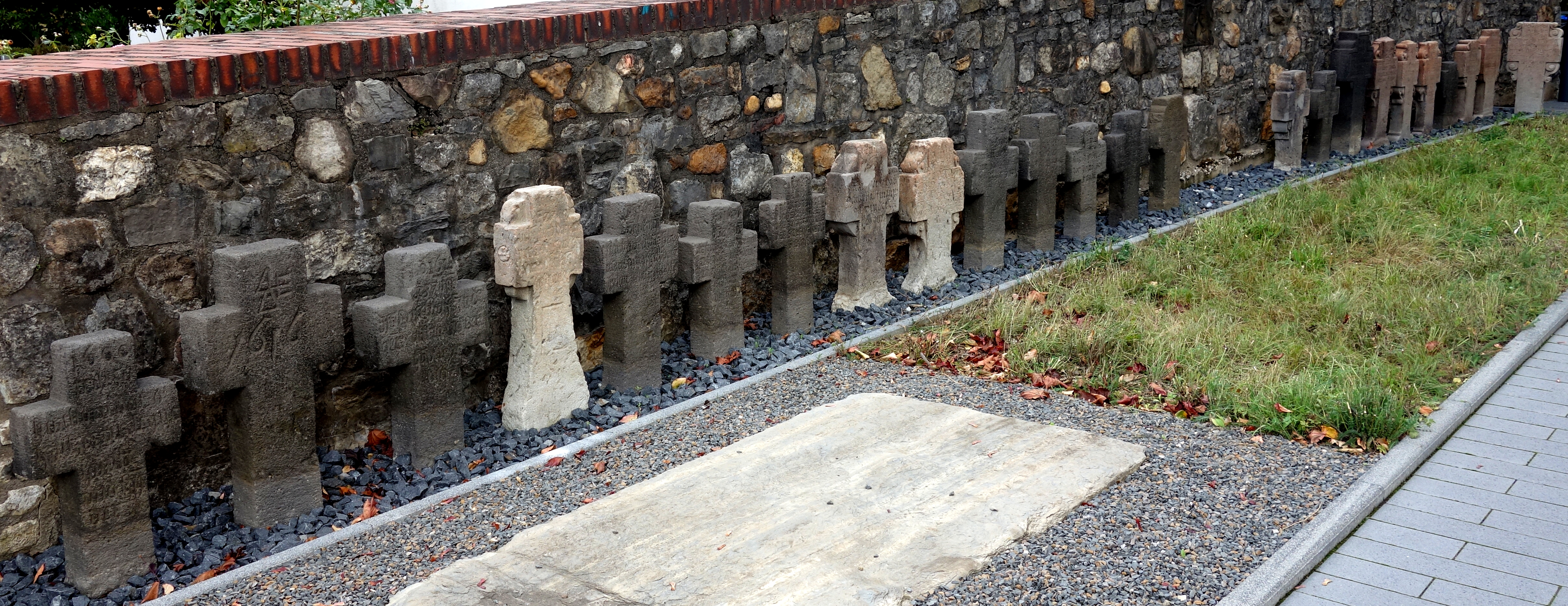
Grabkreuze an der Kirchhofmauer

## Nebengebäude

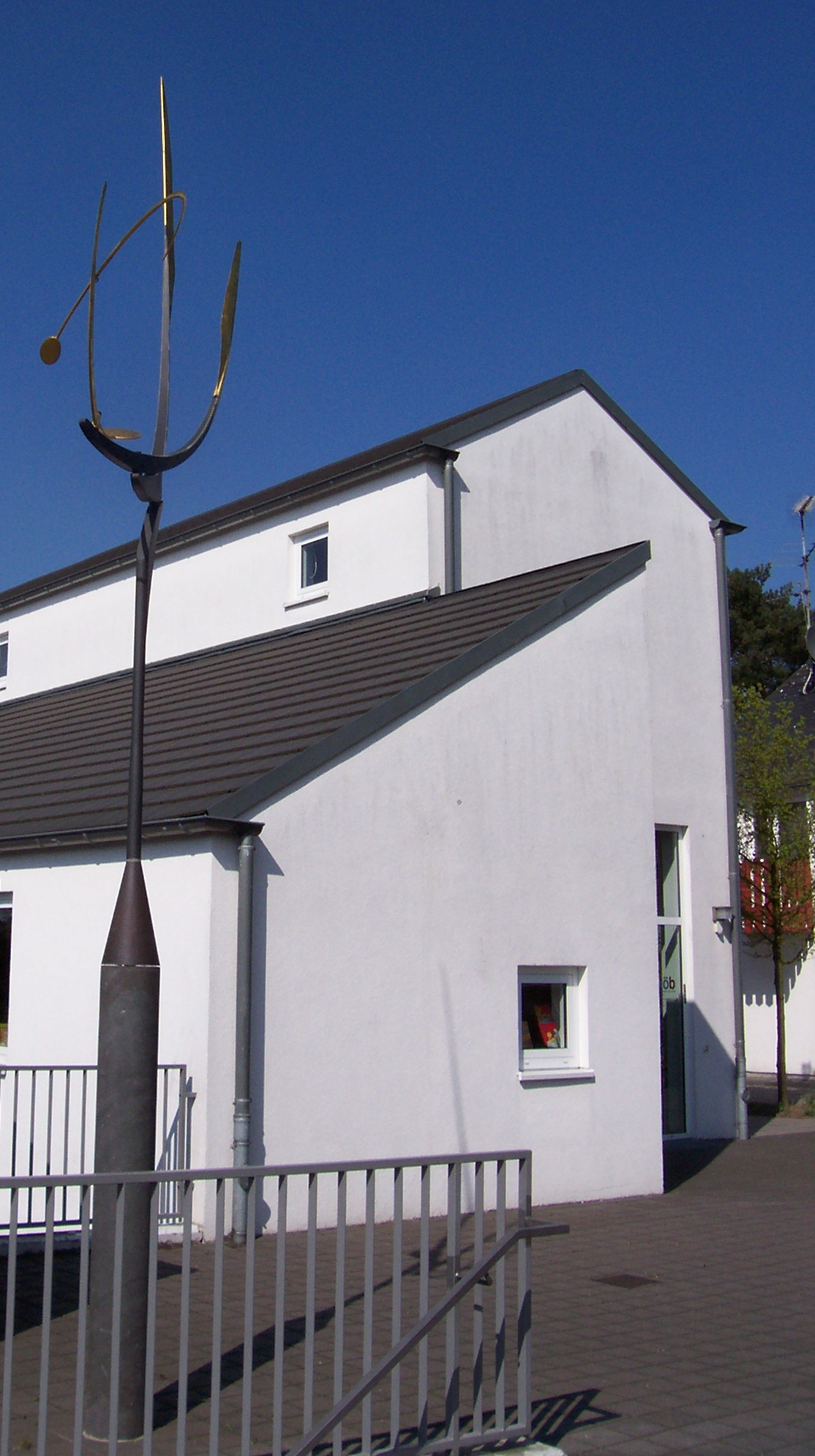
Clemenshaus, links im Vordergrund die „Kreisspirale“ des Künstlers Jörg Wiele

Unmittelbar neben der Pfarrkirche befindet sich das Clemenshaus. In diesem modernen Gemeindehaus befinden sich u. a. Tagungsräume, die der Kirchengemeinde für vielfältige Aktivitäten zur Verfügung stehen.

## Sanierungsmaßnahmen
Nach fünfmonatiger Innenrenovierung wurde die Pfarrkirche St. Clemens im April 2022 wieder für Gottesdienste geöffnet. Um die nach 35 Jahren durch Heizungsluft und Kerzen verschmutzten Wände zu reinigen, wurde ein zuvor getestetes Verfahren angewendet, das es ermöglichte, die Ausmalung der farbigen Ornamente und Pflanzenmotive ohne Neuanstrich zu erhalten. Neben der Neuverputzung der im Laufe der Zeit entstandenen Risse wurde im rechten Seitenschiff die Statik durch eingesetzte Zuganker verbessert. Wartungsstege sicherten den Bereich über den Gewölben ab.
Zwecks Ausgleich von Temperatur- und Feuchtigkeitsschwankungen wurde eine vollautomatische Heizungsanlage installiert, insbesondere auch zum Schutz der Orgel. Die Elektrik wurde umfassend gewartet sowie die gesamte Innenausstattung von Restauratoren gereinigt und ausgebessert.
Außer den Architekten, Handwerkern, Fachingenieuren und Denkmalpflegern hat auch das Erzbistum Köln an der Sanierung des Kirchengebäudes mitgewirkt.